# Т.Г.К.липсис
«Т.Г.К.липсис» — третий студийный альбом челябинской рэп-группы «Триагрутрика», выпущенный 9 мая 2011 года для бесплатного скачивания на официальном сайте группы.

## Список композиций
| №   | Название                                                        | Музыка                          | Длительность |
| --- | --------------------------------------------------------------- | ------------------------------- | ------------ |
| 1.  | «Нейротроллизация»                                              | DJ Пузырь, Андрей Даммер        | 3:20         |
| 2.  | «На Восходе» (уч. Ноггано)                                      | DJ Пузырь, Андрей Даммер        | 5:52         |
| 3.  | «Rap City» (уч. Рем Дигга)                                      | DJ Пузырь, Рем Дигга            | 5:21         |
| 4.  | «Только там» (уч. Guf)                                          | DJ Пузырь, Bitmaka Shit         | 4:49         |
| 5.  | «Чемодан Лавэ» (уч. Витя АК)                                    | DJ Пузырь, Shaika Ninja         | 5:34         |
| 6.  | «Куда Идти После Института»                                     | DJ Пузырь, Антон Мешков, Чилин  | 3:17         |
| 7.  | «На Работу» (уч. Смоки Мо)                                      | DJ Пузырь, Антон Мешков         | 4.23         |
| 8.  | «Космонавтам» (уч. Полумягкие)                                  | DJ Пузырь, Андрей Даммер        | 5:59         |
| 9.  | «Играй Гитара»                                                  | DJ Пузырь, Андрей Даммер, Чилин | 3:51         |
| 10. | «Всем» (уч. «АК-47», «Восточный Округ», Лёша Маэстро)           | DJ Пузырь                       | 7:10         |
| 11. | «Про Всё» (уч. Грязного Луи)                                    | DJ Пузырь, Bitmaka Shit         | 3:16         |
| 12. | «Тигра Стиль» (уч. Taj Mahal («ОУ74»))                          | DJ Пузырь                       | 6:22         |
| 13. | «Мой Город Не Спит» (уч. Леша Маэстро, Ramzes («ОД Белый Рэп»)) | DJ Пузырь, Чилин, Shaika Ninja  | 5:05         |
| 14. | «Как Выжить в Париже» (уч. Наум Блик)                           | DJ Пузырь, Антон Мешков         | 6:17         |

## Принимали участие

### Голосовое сопровождение
- Ноггано
- Рем Дигга
- Guf
- «АК-47»
- Смоки Мо
- «Полумягкие»
- «Восточный Округ»
- Лёша Маэстро
- the Chemodan
- «ОУ74»
- Ramzes
- Наум Блик

### Музыкальное сопровождение
- Андрей Даммер.
- Bitmaka Shit.
- Shaika Ninja.
- Антон Мешков.
- Чилин.

## Дополнительные факты
- В создании альбома участвовали музыканты из творческого объединения «UnderJazz». Основным автором музыки песен являлся DJ Puza TGK (Пузырь/Никитос).
- В альбоме 11 треков, исполненных ТГК совместно с другими рэп-исполнителями. В записи альбома поучаствовали порядка 20 MC.
- На песни «Чемодан Лавэ», «Куда идти после института» и «На работу» были сняты клипы при поддержке объединения Gazgolder.
- Песня «На работу» была использвона в сериале «Реальные пацаны», как сигнал вызова на телефоне Коляна.

## Рецензии
Не сказать, что новый альбом Триагрутрики оказался на порядок выше их предыдущей работы, с которой они получили широкое признание в рэп-кругах.

То есть, мнения „лучше-хуже“ могут разниться в зависимости от личного вкуса. Похоже, хита уровня „Биг Сити Лайф“ или даже „Провинция моя“ здесь не оказалось. Зато есть новые песни, которые тоже определенно хороши.Андрей Никитин (Rap.ru)